# Campiglossa duplex
Campiglossa duplex este o specie de muște din genul Campiglossa, familia Tephritidae. A fost descrisă pentru prima dată de Becker în anul 1908.
Este endemică în Insulele Canare. Conform Catalogue of Life specia Campiglossa duplex nu are subspecii cunoscute.